# Neue Zeitschrift für Arbeitsrecht
Die Neue Zeitschrift für Arbeitsrecht (NZA) ist eine juristische Fachzeitschrift. Sie erschien ursprünglich seit 1984 unter dem Namen Neue Zeitschrift für Arbeits- und Sozialrecht, ebenfalls mit der Abkürzung NZA. Das Sozialrecht wurde zur ersten Ausgabe im Jahr 1992 in die Neue Zeitschrift für Sozialrecht (NZS) ausgegliedert. Den Anstoß hierzu hatte der damalige Präsident des Bundessozialgerichts Heinrich Reiter gegeben, der in der Folge auch einer der Gründungsherausgeber der NZS geworden war.
Die NZA erscheint alle vierzehn Tage im Verlag C. H. Beck. Verantwortlich für die Schriftleitung sind Achim Schunder, Jochen Wallisch und Martin Wildschütz.

## Herausgeber (Auswahl)
Zu den Herausgebern gehören z. B.:
- Jobst-Hubertus Bauer, Rechtsanwalt, Stuttgart
- Inken Gallner, Präsidentin des BAG, Erfurt[3]
- Edith Gräfl, Richterin am BAG, Erfurt
- Matthias Jacobs, Bucerius Law School, Hamburg
- Ulrich Preis, Universität zu Köln
- Reinhard Richardi, Universität Regensburg
- Ingrid Schmidt, ehem. Präsidentin des BAG, Erfurt
- Klaus Schmidt, ehem. Präsident des LAG Rheinland-Pfalz, Heidelberg